# Václav Karel Holan Rovenský
Václav Karel Holan Rovenský (ur. ok. 1644 Rovensko pod Troskami, zm. 27 lutego 1718 w Jiczynie)  – czeski kompozytor, organista, kapelmistrz okresu baroku.
Początkowo pracował jako muzyk w swym rodzinnym Rovensku i kilku innych miejscowościach (Turnov, Dobrovice). W 1674 wyruszył na pielgrzymkę do Rzymu. Po powrocie do kraju, rozpoczął karierę w Pradze, gdzie po 1690 został organistą i kapelmistrzem na praskim Wyszehradzie .
Był autorem barokowych pieśni kościelych w języku czeskim oraz redaktorem wielkiego kancjonału Capella Regia Musicalis (1693/94) i dwóch Pasji (1690 i 1699).
Ostatnie lata życia spędził na odludziu, na zamku Waldstein . Pochowany został w swoim rodzinnym mieście, Rovensku.
Najsłynniejszą czeską pieśnią Rovenskego jest kolęda Již Slunce z Hvězdy vyšlo.

## Dyskografia
- Čas jako hlas[2]